# Dekanat Skierniewice – św. Jakuba
Dekanat Skierniewice – św. Jakuba – jeden z 21 dekanatów diecezji łowickiej. 
W skład dekanatu wchodzą następujące parafie:
- Parafia św. Stanisława w Godzianowie
- Parafia Znalezienia Krzyża Świętego w Lipcach Reymontowskich
- Parafia św. Wojciecha w Makowie
- Parafia św. Jakuba Apostoła w Skierniewicach
- Parafia św. Mikołaja w Słupi
- Parafia Matki Bożej Jasnogórskiej w Stachlewie

Dziekan dekanatu Skierniewice – św. Jakuba
- ks. kan. mgr Tadeusz Jaros  – proboszcz w parafii św. Wojciecha w Makowie

Wicedziekan
- ks. kan. mgr Janusz Zabłocki – proboszcz w parafii Znalezienia Krzyża Świętego w Lipcach Reymontowskich

Ojciec duchowny
- ks. Andrzej Kłoszewski – proboszcz w parafii Matki Bożej Jasnogórskiej w Stachlewie